# Gare de Hainin
La gare de Hainin est une gare ferroviaire belge de la ligne 97, de Mons à Quiévrain (frontière), située à Hainin sur le territoire de la commune de Hensies dans la province de Hainaut en région wallonne.
Mis en service en 1888 par l'administration des chemins de fer de l'État belge, c'est un point d'arrêt non géré de la Société nationale des chemins de fer belges (SNCB) desservie par des trains InterCity (IC), Omnibus (L) et Heure de pointe (P). 

## Situation ferroviaire
Établie à 35 m d'altitude, l'arrêt de Hainin est situé au point kilométrique (PK) 13,100 de la ligne 97, de Mons à Quiévrain (frontière), entre les gares de Boussu et de Thulin.

## Histoire
L'arrêt de Hainin, qui dépend de la station de Thulin, est mis en service le 20 janvier 1888 par l'administration des chemins de fer de l'État belge.
En 1893, l'arrêt ne dépend plus de Thulin mais de Boussu. Il a été doté d'un petit bâtiment de halte du premier type.
Fermé pendant la Première Guerre mondiale, il est rouvert le 1er octobre 1919.  Jamais agrandi, le bâtiment des voyageurs a été démoli.
Le 17 novembre 2010, lors d'une réunion de la commission de l'infrastructure des communications et des entreprises publiques, Éric Tiébaut interpelle la ministre : « La station de Hainin se caractérise par l'absence d'un bâtiment digne d'une gare: seul un panneau sur le quai indique aux voyageurs le nom de l'arrêt. Ceux-ci sont accueillis par des tags grossièrement badigeonnés et par la vue d'un ancien abri dans un état déplorable. Visiblement, Infrabel estime l'endroit indigne d'un entretien sérieux et systématique. ». Inge Vervotte dans sa réponse indique qu'il y a un entretien régulier effectué par des équipes d'Infrabel, « l'abri de Hainin est repeint complètement une fois par an pour cacher les tags ».

## Service des voyageurs

### Accueil
Halte SNCB, c'est un point d'arrêt non géré (PANG) à accès libre. Il dispose d'un quai avec un abri et de haut-parleurs pour la diffusion d'informations concernant le trafic et la desserte.

### Desserte
Hainin est desservie par des trains Intercity (IC), Omnibus (L) et Heure de pointe (P) de la SNCB, qui effectuent des missions sur la ligne 97 : Saint-Ghislain - Quiévrain (voir brochures SNCB).
En semaine, la desserte comprend des trains IC-14 effectuant le trajet Quiévrain - Mons - Braine-le-Comte - Bruxelles-Midi - Louvain - Liège-Guillemins.
Le matin, cette offre est renforcée par deux trains P Quiévrain - Schaerbeek et un unique train P reliant Quiévrain à Saint-Ghislain ; l’après-midi, il existe un unique train P Schaerbeek - Quiévrain et un train P Mons - Quiévrain.
Les week-ends et jours fériés, ne circulent que des trains L entre Quiévrain et Mons.

### Intermodalité
Un parc pour les vélos y est aménagé.

## Comptage voyageurs
Le graphique et le tableau montrent le nombre de passagers qui en moyenne embarquent durant la semaine, le samedi et le dimanche.
| Nombre de voyageurs qui embarquent à la gare de Hainin | Nombre de voyageurs qui embarquent à la gare de Hainin | Nombre de voyageurs qui embarquent à la gare de Hainin | Nombre de voyageurs qui embarquent à la gare de Hainin |
|                                                        | Semaine                                                | Samedi                                                 | Dimanche                                               |
| ------------------------------------------------------ | ------------------------------------------------------ | ------------------------------------------------------ | ------------------------------------------------------ |
| 1977                                                   | 115                                                    | 30                                                     | 27                                                     |
| 1978                                                   | 100                                                    | 68                                                     | 28                                                     |
| 1979                                                   | 114                                                    | 44                                                     | 30                                                     |
| 1980                                                   | 82                                                     | 38                                                     | 24                                                     |
| 1981                                                   | 138                                                    | 38                                                     | 34                                                     |
| 1982                                                   | 158                                                    | 40                                                     | 52                                                     |
| 1983                                                   | 144                                                    | 44                                                     | 30                                                     |
| 1984                                                   | 144                                                    | 34                                                     | 28                                                     |
| 1985                                                   | 137                                                    | 40                                                     | 61                                                     |
| 1986                                                   | 140                                                    | 30                                                     | 61                                                     |
| 1987                                                   | 178                                                    | 65                                                     | 27                                                     |
| 1988                                                   | 149                                                    | 38                                                     | 26                                                     |
| 1989                                                   | 163                                                    | 28                                                     | 26                                                     |
| 1990                                                   | 125                                                    | 24                                                     | 20                                                     |
| 1991                                                   | 135                                                    | 27                                                     | 42                                                     |
| 1992                                                   | 176                                                    | 35                                                     | 43                                                     |
| 1993                                                   | 224                                                    | 31                                                     | 43                                                     |
| 1994                                                   | 154                                                    | 39                                                     | 8                                                      |
| 1995                                                   | 152                                                    | 22                                                     | 46                                                     |
| 1996                                                   | 197                                                    | 30                                                     | 18                                                     |
| 1997                                                   | 203                                                    | 37                                                     | 29                                                     |
| 1998                                                   | 151                                                    | 38                                                     | 28                                                     |
| 1999                                                   | 170                                                    | 40                                                     | 30                                                     |
| 2000                                                   | 133                                                    | 31                                                     | 36                                                     |
| 2001                                                   | 210                                                    | 42                                                     | 48                                                     |
| 2002                                                   | 141                                                    | 26                                                     | 30                                                     |
| 2003                                                   | 173                                                    | 35                                                     | 36                                                     |
| 2004                                                   | 108                                                    | 30                                                     | 36                                                     |
| 2005                                                   | 171                                                    | 34                                                     | 30                                                     |
| 2006                                                   | 143                                                    | 50                                                     | 34                                                     |
| 2007                                                   | 230                                                    | 40                                                     | 41                                                     |
| 2008                                                   | -                                                      | -                                                      | -                                                      |
| 2009                                                   | 175                                                    | 51                                                     | 63                                                     |
| 2010                                                   | -                                                      | -                                                      | -                                                      |
| 2011                                                   | -                                                      | -                                                      | -                                                      |
| 2012                                                   | 141                                                    | 43                                                     | 35                                                     |
| 2013                                                   | 115                                                    | 26                                                     | 31                                                     |
| 2014                                                   | 121                                                    | 26                                                     | 18                                                     |
| 2015                                                   | 139                                                    | 32                                                     | 28                                                     |
| 2016                                                   | 94                                                     | 38                                                     | 24                                                     |
| 2017                                                   | 104                                                    | 36                                                     | 42                                                     |
| 2018                                                   | 69                                                     | 26                                                     | 18                                                     |
| 2019                                                   | 100                                                    | 39                                                     | 32                                                     |
| 2020                                                   | 66                                                     | 35                                                     | 12                                                     |
| 2021                                                   | -                                                      | -                                                      | -                                                      |
| 2022                                                   | 77                                                     | 41                                                     | 30                                                     |
| 2023                                                   | 69                                                     | 34                                                     | 32                                                     |
| 2024                                                   | 57                                                     | 51                                                     | 36                                                     |